# Olympische Jugend-Winterspiele 2012/Skeleton
Bei den Olympischen Jugend-Winterspielen 2012 in Innsbruck fanden am 21. Januar zwei Wettbewerbe im Skeleton statt. Austragungsort war die Olympia Eiskanal Igls im Stadtteil Innsbruck-Igls.

## Bilanz

### Medaillenspiegel
| Platz  | Land        | Gold | Silber | Bronze | Gesamt |
| ------ | ----------- | ---- | ------ | ------ | ------ |
| 1      | Deutschland | 2    | –      | –      | 2      |
| 2      | Österreich  | –    | 2      | –      | 2      |
| 2      | Kanada      | –    | –      | 2      | 2      |
| Gesamt | Gesamt      | 2    | 2      | 2      | 6      |

### Medaillengewinner
| Disziplin | Gold               | Silber                 | Bronze         |
| --------- | ------------------ | ---------------------- | -------------- |
| Männer    | Sebastian Berneker | Stefan Richard Geisler | Corey Gillies  |
| Frauen    | Jacqueline Lölling | Carina Mair            | Carli Brockway |

## Männer
| Platz | Land | Sportler                | Zeit        |
| ----- | ---- | ----------------------- | ----------- |
| 1     | GER  | Sebastian Berneker      | 1:52,73 min |
| 2     | AUT  | Stefan Richard Geisler  | 1:54,70 min |
| 3     | CAN  | Corey Gillies           | 1:55,82 min |
| 4     | ROU  | Cosmin Marius Chioibașu | 1:55,86 min |
| 5     | SUI  | Sacha Berger            | 1:57,68 min |
| 6     | RUS  | Waleri Myschajew        | 1:57,71 min |

Datum: 21. Januar

## Frauen
| Platz | Land | Sportlerin           | Zeit    |
| ----- | ---- | -------------------- | ------- |
| 1     | GER  | Jacqueline Lölling   | 57,43 s |
| 2     | AUT  | Carina Mair          | 58,40 s |
| 3     | CAN  | Carli Brockway       | 58,48 s |
| 4     | RUS  | Anastassija Schlapak | 58,73 s |
| 5     | GER  | Kim Meylemans        | 59,02 s |
| 6     | RUS  | Jelisaweta Subkowa   | 59,28 s |

Datum: 21. Januar

Wegen irregulärer Bedingungen wurde der erste Durchgang abgebrochen.